# Кеньга
Кеньга — река в России, протекает по территории Плесецкого района Архангельской области. Устье реки находится в 90 км от устья Ваймуги по левому берегу. Вытекает из озера Кеньгозеро на высоте 62 м над уровнем моря. Длина реки составляет 27 км, площадь водосборного бассейна — 378 км².

## Данные водного реестра
По данным государственного водного реестра России относится к Двинско-Печорскому бассейновому округу, водохозяйственный участок реки — Северная Двина от впадения реки Вага и до устья, без реки Пинега, речной подбассейн реки — Северная Двина ниже места слияния Вычегды и Малой Северной Двины. Речной бассейн реки — Северная Двина.
Код объекта в государственном водном реестре — 03020300412103000034031.